# Mark Brandenburg (Schiff, 1976)
Das Fahrgastschiff Mark Brandenburg wurde mit der Baunummer 2/14 im Jahr 1976 bei der VEB Schiffswerft Genthin am Elbe-Havel-Kanal für die im Ostteil von Berlin ansässige Weisse Flotte Berlin gebaut. Zum Zeitpunkt der Indienststellung wurde es auf den Namen Wilhelm Pieck getauft, der seit der Gründung der DDR 1949 bis zu seinem Tod 1960 der einzige jemals amtierende Präsident der DDR war. Nach der Wende erhielt es den Namen Mark Brandenburg und ist für die Stern und Kreisschiffahrt in Fahrt.

## Geschichte
Mitte der 1970er Jahre entschloss man sich für den Einsatz auf den Gewässern im Ostteil Berlins ein neues repräsentatives Flaggschiff bauen zu lassen. Auf der Grundlage der Abmessungen eines Großplauer Maßschiffes wurde die Kiellegung feierlich in Genthin begangen. Bei den schifffahrtsverwöhnten Berlinern mit der Vielzahl alter und neuer Fahrgastschiffe war das neue Schiff aufgrund der gewöhnungsbedürftigen Schiffsform und der ungewöhnlichen Form der Schiffsaufbauten nicht unumstritten. Beginnt der Bug des Schiffes mit einer schnittigen Form und viel Glas, ähnelt der Fahrgastbereich in der Schiffsmitte eher einem Kabinenfahrgastschiff und der Heckbereich vermittelt den Eindruck eines angesetzten Maschinenbereiches und einem Panoramaheck, welches so aussieht, als hätte man das Schiff nachträglich verlängert. In Schifffahrtskreisen verbreitete sich der Spitzname Flickenwilhelm aufgrund des scheinbar planlos zusammengesetzten Schiffes. Grund für die äußere Form könnte ein Bau aus mehreren Sektionen verschiedener Zulieferer sein. Der Bug und die Hecksektion wurden in rein stahlbautechnischer Ausführung in der Schiffswerft Derben erstellt und nur der Bau des Mittelschiffsteils, der Zusammenbau und der Einbau der Maschinenanlage sowie der Innenausbau erfolgte in der VEB Schiffswerft Genthin.
Nach der Fertigstellung hatte das Schiff von der Bauwerft in Genthin nach Berlin-Treptow einen weiten Umweg zurückzulegen. Aufgrund der geteilten Stadt Berlin musste es den langen Weg über den Elbe-Havel-Kanal zur Havel, vorbei an Brandenburg zum Havelkanal, zur Havel-Oder-Wasserstraße in Richtung Schiffshebewerk Niederfinow zur Oder nehmen, die Oder zu Berg fahren bis Eisenhüttenstadt, um dort über die Zwillingsschachtschleuse Eisenhüttenstadt die Spree-Oder-Wasserstraße und die Dahme den Anleger an der Spree in Treptow zu erreichen.
Das Schiff ist heute bei der Stern und Kreisschiffahrt in Berlin im Einsatz. Im Mai 2025 wurde bekannt, dass die Stern und Kreisschiffahrt die Mark Brandenburg - wie auch andere Schiffe - verkaufen will. Als Preis werden 595.000 € veranschlagt.

## Das Schiff
Die Länge und Breite des 1976 gebauten Fahrgastschiffes lehnt sich an die Abmessungen eines Großplauer Maßschiffes an. Die Gesamtschiffslänge beträgt 66,95 Meter, die Breite 8,19 Meter und der mittlere Tiefgang 1,25 Meter. Angetrieben wurde es zunächst von zwei Hauptmaschinen des Typs 6 VD 21/15-2 der Firma SKL in Magdeburg. Die originale Motorbezeichnung steht laut der damaligen DDR-TGL 8346 für 6 Zylinder Viertakt Diesel, 210 mm Kolbenhub, 150 mm Zylinderbohrung, stehend, Reihe, Wasserkühlung. Die Leistung jeder einzelnen Maschine betrug 225 PS. Die Motorisierung erlaubte eine maximale Reisegeschwindigkeit von 13 km/h. Zugelassen war das Schiff zum Zeitpunkt der Indienststellung für die Beförderung von maximal 468 Personen.
Im Jahr 2000 erfolgte eine Neumotorisierung mit 2 Scania DI 1241M (Bj. 2000) zu je 165 PS. Akkuell ist das Schiff für 400 Passagiere zugelassen.

## Bilder

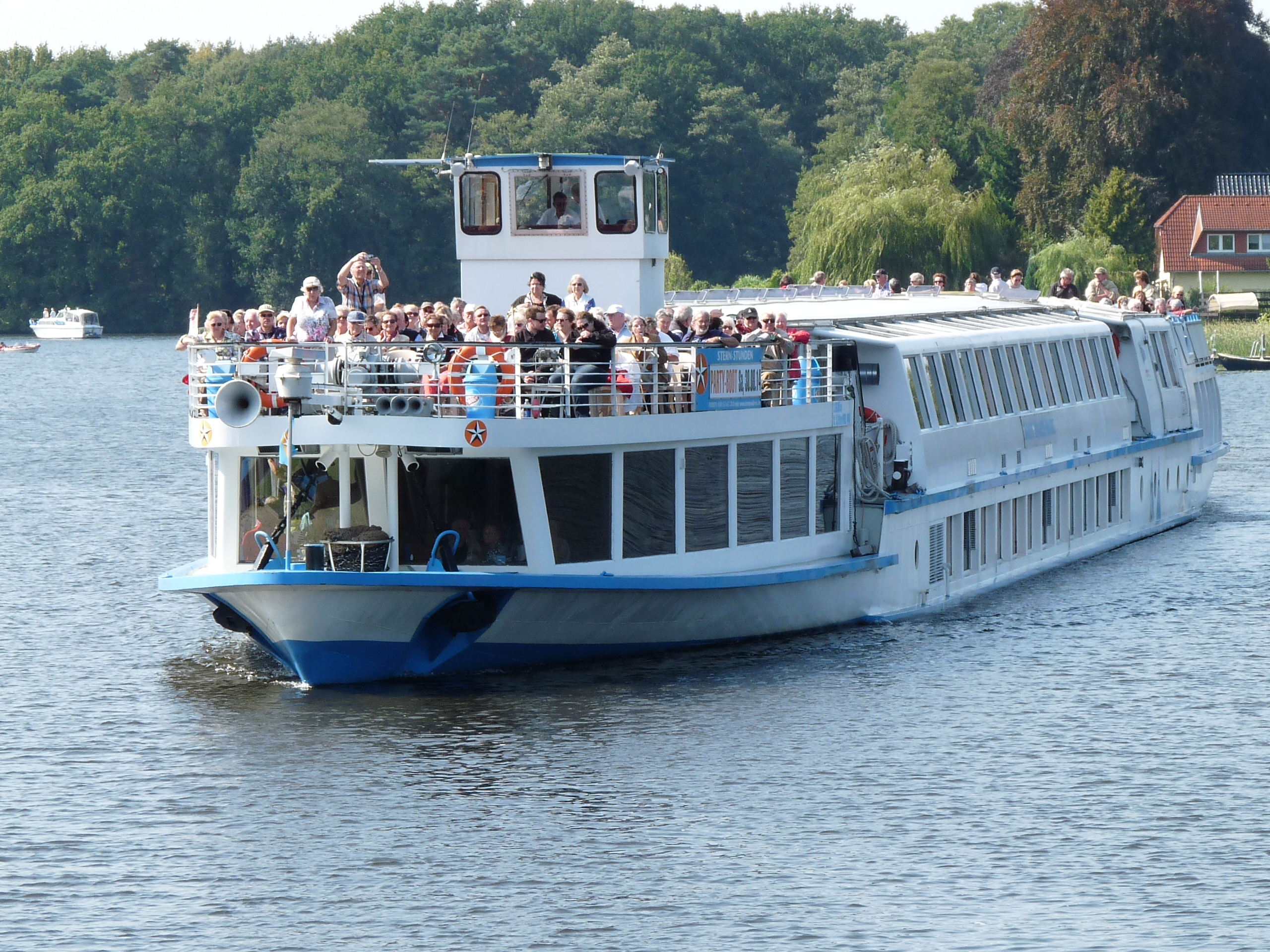
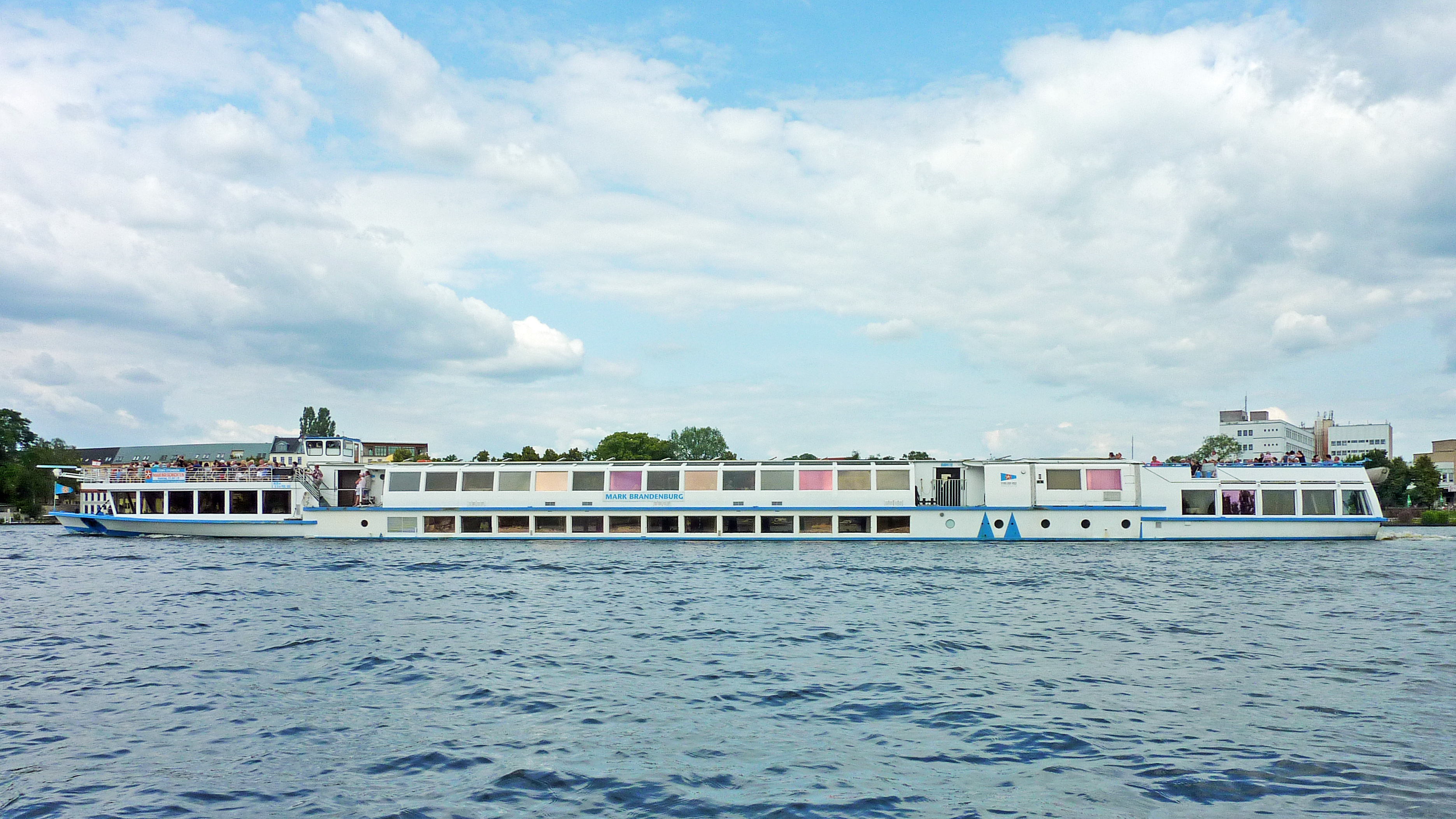
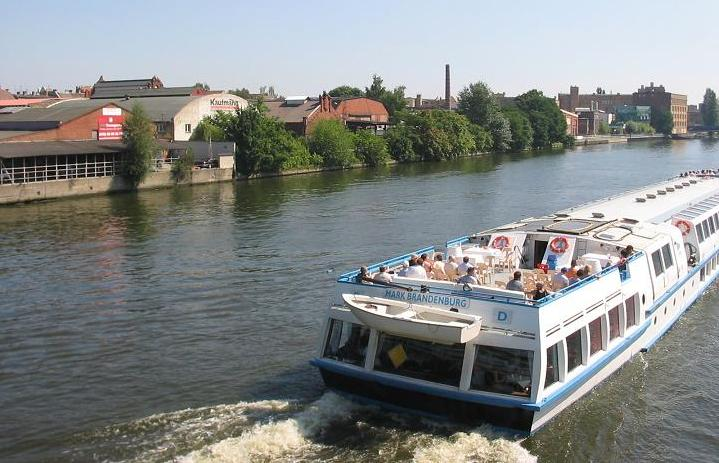
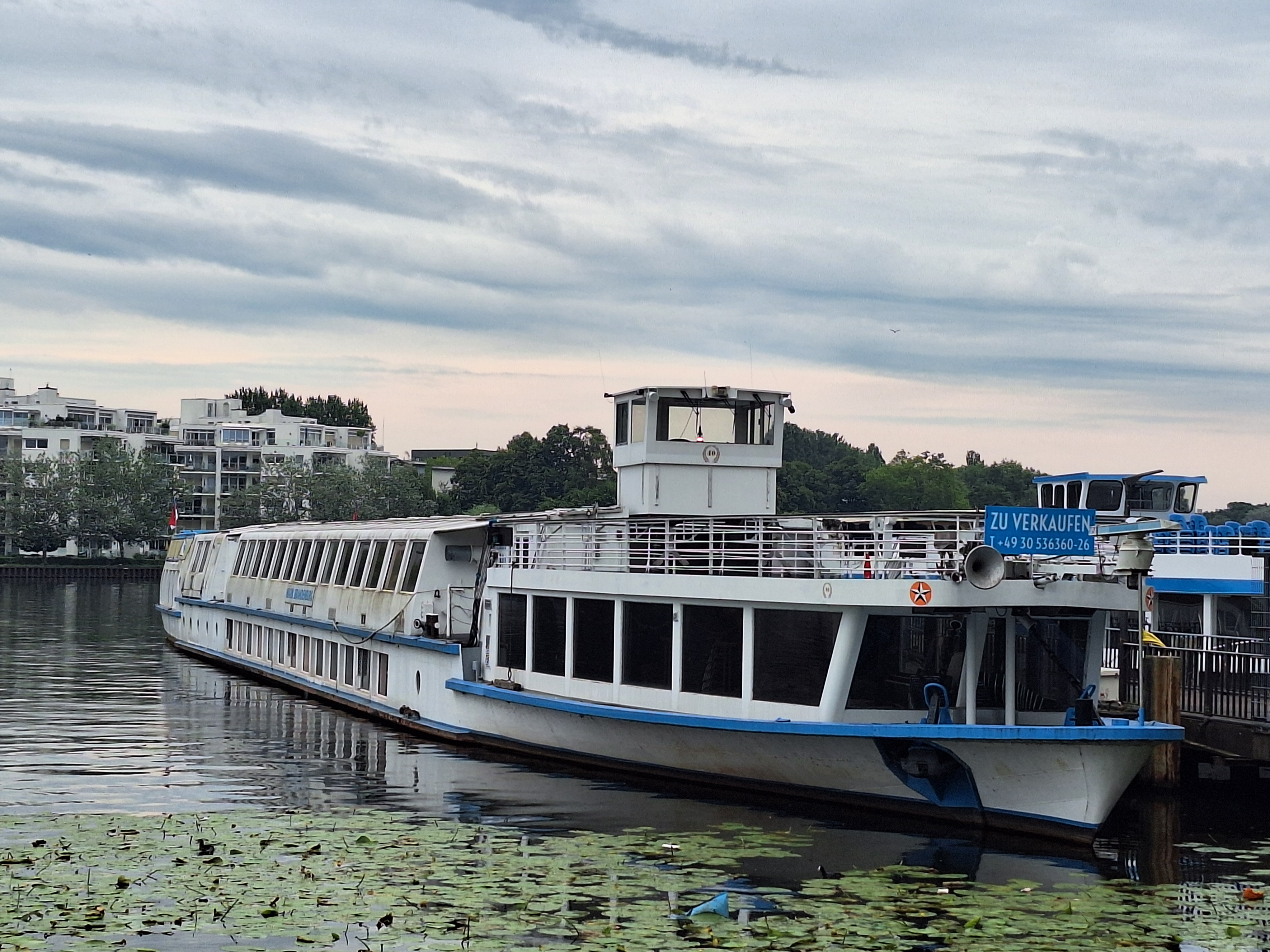